# Valença
Valença – miejscowość w Portugalii, leżąca w dystrykcie Viana do Castelo, w regionie Północ w podregionie Minho-Lima. Miejscowość jest siedzibą gminy o tej samej nazwie.

## Demografia
| Liczba ludności gminy Valença (1801–2011) | Liczba ludności gminy Valença (1801–2011) | Liczba ludności gminy Valença (1801–2011) | Liczba ludności gminy Valença (1801–2011) | Liczba ludności gminy Valença (1801–2011) | Liczba ludności gminy Valença (1801–2011) | Liczba ludności gminy Valença (1801–2011) | Liczba ludności gminy Valença (1801–2011) | Liczba ludności gminy Valença (1801–2011) | Liczba ludności gminy Valença (1801–2011) |
| ----------------------------------------- | ----------------------------------------- | ----------------------------------------- | ----------------------------------------- | ----------------------------------------- | ----------------------------------------- | ----------------------------------------- | ----------------------------------------- | ----------------------------------------- | ----------------------------------------- |
| 1801                                      | 1849                                      | 1900                                      | 1930                                      | 1960                                      | 1981                                      | 1991                                      | 2001                                      | 2004                                      | 2011                                      |
| 9 242                                     | 13 984                                    | 15 265                                    | 16 034                                    | 16 237                                    | 13 948                                    | 14 815                                    | 14 187                                    | 14 284                                    | 14 127                                    |

## Sołectwa
Sołectwa gminy Valença (ludność wg stanu na 2011 r.)
- Arão - 758 osób
- Boivão - 239 osób
- Cerdal - 1693 osoby
- Cristelo Covo - 965 osób
- Fontoura - 751 osób
- Friestas - 562 osoby
- Gandra - 1318 osób
- Ganfei - 1296 osób
- Gondomil - 301 osób
- Sanfins - 163 osoby
- São Julião - 363 osoby
- São Pedro da Torre - 1267 osób
- Silva - 260 osób
- Taião - 153 osoby
- Valença - 3430 osób
- Verdoejo - 608 osób